# Conny Froboess

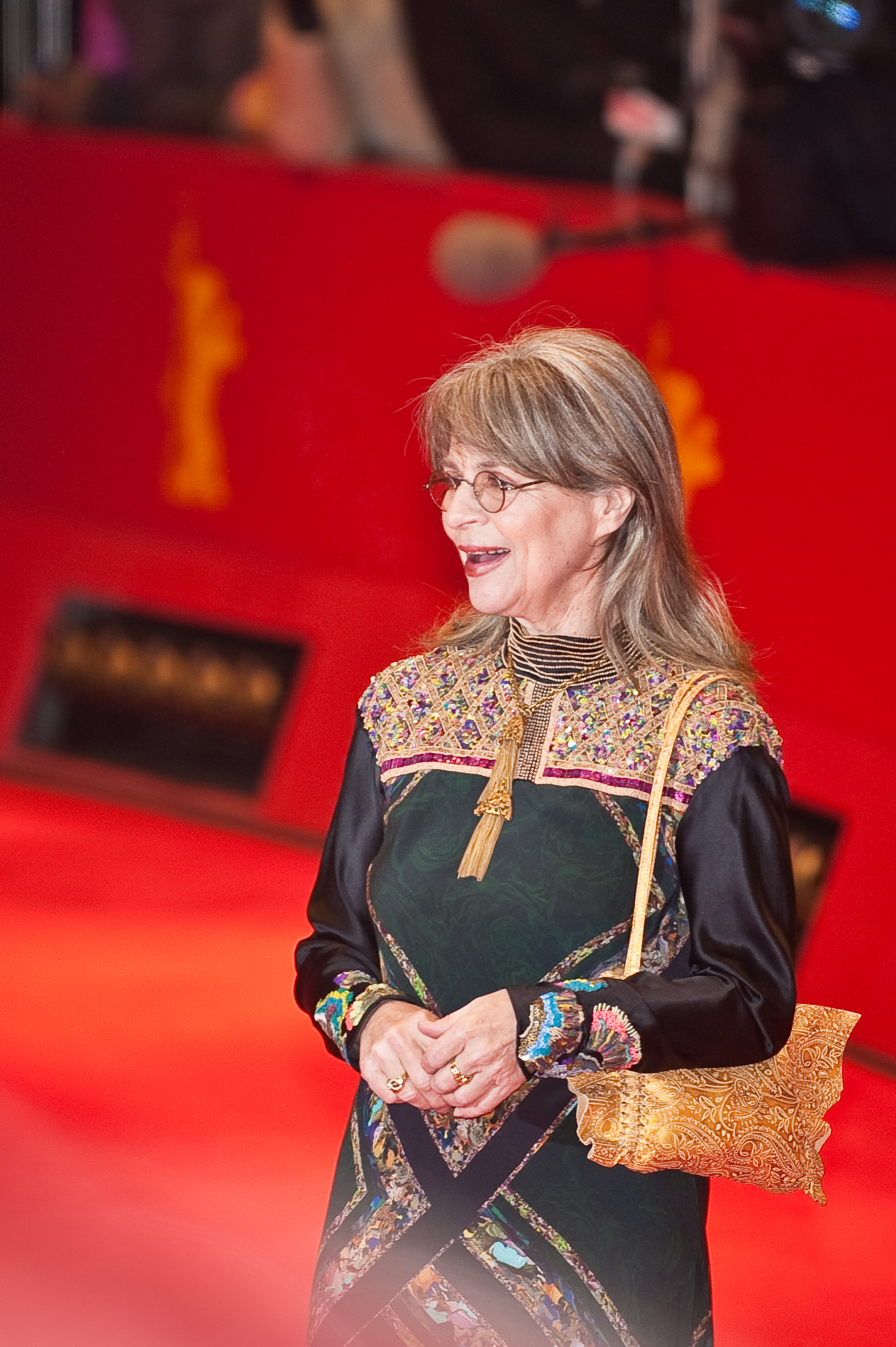
Cornelia Froboess als jurylid bij het Internationaal filmfestival van Berlijn in 2010

Cornelia Froboess (Wriezen, 28 oktober 1943), aan het begin van haar carrière bekend als Die kleine Cornelia en later als Conny, is een Duitse actrice, die in de jaren vijftig en zestig als zangeres een tieneridool was.

## Carrière
Froboess groeide op in Berlijn. Pack die Badenhose ein was in 1951 haar eerste hit. Het liedje was geschreven door haar vader, de componist en muziekuitgever Gerhard Froboess (1906-1976), voor een zangkoor dat er niets in zag, zodat hij het door zijn achtjarige dochtertje liet zingen. In de jaren tot 1967 had ze vele hits. Veel van haar liedjes werden door haar vader geschreven, deels onder het pseudoniem Erich Langenfeld. Toen de rock-'n-roll populair werd, stapte ze over naar liedjes in die stijl.
Ze vertegenwoordigde de Bondsrepubliek op het Eurovisiesongfestival 1962. Ze werd zesde met het door Christian Bruhn geschreven Zwei kleine Italiener, onder muzikale begeleiding van het orkest van Horst Wende. Het werd een hit in heel Europa (onder andere een nummer 1-hit in Duitsland) en een eurovisie-evergreen. Ze zong soms ook versies van haar liedjes in andere talen, zoals Frans, Italiaans en Fins. Zo nam ze Twee kleine Italianen, Lady Sunshine en Mister Moon in het Nederlands op.
Conny Froboess werd getypecast als een "Berliner Göre" (West-Berlijns grietje) in succesvolle musicalfilms met Peter Kraus, zoals Wenn die Conny mit dem Peter (1958) en Conny und Peter machen Musik (1960). Ze speelde daarnaast in films met Peter Weck, Rex Gildo, Peter Alexander en Johannes Heesters. In 1967, het jaar waarin zij trouwde met de Oostenrijkse toneelregisseur en theaterdirecteur Hellmuth Matiasek, maakte ze haar laatste plaatopnamen. Ze stopte als liedjeszangeres om zich te concentreren op haar acteercarrière.
Cornelia Froboess werd een gevierde karakteractrice die te zien is in talloze toneelstukken, bioscoop- en televisiefilms, bijvoorbeeld in vier afleveringen van Tatort en zes van Derrick. Van 1972 tot 2001 speelde ze hoofdrollen uit het grote toneelrepertoire bij de Münchner Kammerspiele en daarna tot 2011 bij het Bayerisches Staatsschauspiel (eveneens in München). In 1984 had ze groot succes als 'Eliza Doolittle' in de musical My Fair Lady in het Münchener Staatstheater am Gärtnerplatz. In een totaal ander soort rol maakte ze in 2005 indruk als de egocentrische, verbitterde 'Insa' bij de wereldpremière van Die eine und die andere van Botho Strauß. Ze werkte met vooraanstaande theatermakers als Thomas Langhoff, Dieter Dorn en George Tabori. Tot haar belangrijke filmrollen behoren 'Henriette' in Die Sehnsucht der Veronika Voss van Rainer Werner Fassbinder (1982), 'Marthe Schwerdlein' in Dieter Dorns verfilming Faust – Vom Himmel durch die Welt zur Hölle van Goethe's Faust I (1988) en de moeder van 'Martin' in Knockin' on Heaven's Door van Thomas Jahn (1997). Ze heeft vele toneel- en filmprijzen gekregen. Sinds 1987 is zij drager van het Bundesverdienstkreuz. Haar acteercarrière, die in 1951 begon met een kinderrol in de misdaadfilm Sündige Grenze, duurt voort.
Cornelia Froboess en Hellmuth Matiasek hebben een dochter en een zoon. Het echtpaar woont in de Beierse Alpen.

## Discografie
Zie ook: Discografie van Conny Froboess

### Hits in Duitsland
Als die kleine Cornelia
- 1951 - Pack die Badenhose ein
- 1952 - Lieber Gott, lass doch die Sonne wieder scheinen

Als Conny Froboess
- 1959 - Teenager melodie (met Peter Kraus)
- 1960 - Kleine Lucienne
- 1960 - Midi-midinette
- 1962 - Lady Sunshine und Mr. Moon
- 1962 - Blue Jean Boy
- 1962 - Zwei kleine Italiener
- 1963 - Blondie (met Peter Alexander)
- 1963 - Verliebt, verlobt, verheiratet (met Peter Alexander)
- 1964 - Drei Musketiere

### Singles
| Single met eventuele hitnotering(en) in de Nederlandse Top 40 | Datum van verschijnen | Datum van binnenkomst | Hoogste positie | Aantal weken | Opmerkingen |
| ------------------------------------------------------------- | --------------------- | --------------------- | --------------- | ------------ | ----------- |
| Pre-top 40:                                                   |                       |                       |                 |              |             |
| Zwei kleine Italiener                                         | 1962                  |                       |                 |              |             |
| Tijd voor Teenagers Top 10:                                   |                       |                       |                 |              |             |
| Drei Musketiere                                               | 1963                  | 28-3-1964             | 8               | 2            |             |

### NPO Radio 2 Top 2000
| Nummer met noteringen in de NPO Radio 2 Top 2000 | '00  | '01 | '02  | '03  | '04  | '05  | '06  | '07  | '08  |
| ------------------------------------------------ | ---- | --- | ---- | ---- | ---- | ---- | ---- | ---- | ---- |
| Zwei kleine Italiener                            | 1412 | -   | 1440 | 1438 | 1500 | 1509 | 1575 | 1515 | 1539 |

1. ↑  Een '-' betekent dat het nummer niet was genoteerd en een vetgedrukt getal geeft de hoogste notering aan.
2. ↑  2000 was het eerste jaar met een notering voor dit nummer.
3. ↑  Deze tabel is bijgewerkt tot en met de laatste editie (2024).

## Filmografie

### Bioscoop
- 1951: Sündige Grenze
- 1952: Drei Tage Angst
- 1952: Ideale Frau gesucht
- 1954: An jedem Finger zehn
- 1954: Große Star-Parade
- 1955: Laß die Sonne wieder scheinen
- 1958: Der lachende Vagabund
- 1958: Wenn die Conny mit dem Peter
- 1959: Hula-Hopp, Conny
- 1959: Wenn das mein großer Bruder wüßte
- 1959: Ja, so ein Mädchen mit 16
- 1960: Meine Nichte tut das nicht
- 1960: Conny und Peter machen Musik
- 1960: Schlagerraketen – Festival der Herzen
- 1960: Mein Mann, das Wirtschaftswunder
- 1961: Junge Leute brauchen Liebe
- 1961: Mariandl
- 1961: Der Traum von Lieschen Müller
- 1962: Le caporal épinglé
- 1962: Der Vogelhändler
- 1962: Mariandls Heimkehr
- 1963: Der Musterknabe
- 1963: Ist Geraldine ein Engel?
- 1964: Hilfe, meine Braut klaut
- 1967: Rheinsberg
- 1973: Crazy – total verrückt
- 1982: Die Sehnsucht der Veronika Voss
- 1986: Der Sommer des Samurai
- 1988: Faust – Vom Himmel durch die Welt zur Hölle
- 1997: Knockin’ on Heaven’s Door
- 1998: Der König der Löwen 2 – Simbas Königreich (stem)
- 2003: Die Wilden Kerle
- 2004: Villa Henriette
- 2013: Ostwind
- 2015: Ostwind 2
- 2017: Ostwind – Aufbruch nach Ora
- 2019: Ostwind – Aris Ankunft
- 2021: Ostwind – Der große Orkan

### Televisie

#### Televisiefilms
- 1963: Sophienlund
- 1965: Wahn oder Der Teufel in Boston
- 1965: Ein Wintermärchen
- 1966: Wo wir fröhlich gewesen sind
- 1966: Bei Pfeiffers ist Ball
- 1967: Die Schule der Frauen
- 1967: Im Ballhaus ist Musike – Ein Altberliner Tanzvergnügen
- 1968: Mathilde Möring
- 1968: Im Ballhaus wird geschwoft
- 1968: Die Wilde
- 1969: Der Bürger als Edelmann
- 1971: Der Wald
- 1972: Weh dem, der lügt
- 1973: Liebe mit 50
- 1974: Auguste Bolte
- 1975: Glückliche Reise
- 1975: Polly oder Die Bataille am Bluewater Creek
- 1976: Wir pfeifen auf den Gurkenkönig (stem)
- 1978: Die literarische Filmerzählung: Geschichte einer Liebe
- 1979: Noch ’ne Oper
- 1979: Balthasar im Stau
- 1980: Der Regenmacher
- 1981: Das Käthchen von Heilbronn oder: Die Feuerprobe
- 1990: Der kleine Prinz (stem)
- 1994: 1945
- 1994: Tag der Abrechnung – Der Amokläufer von Euskirchen
- 1995: Fesseln
- 1996: Angst hat eine kalte Hand
- 1996: Der Sohn des Babymachers
- 1997: Koerbers Akte: Kleines Mädchen – großes Geld
- 1997: Koerbers Akte: Tödliches Ultimatum
- 2000: Hirnschal gegen Hitler
- 2004: Die eine oder die andere
- 2004: Stärker als der Tod
- 2010: Die Schwester
- 2011: Eine halbe Ewigkeit
- 2014: Almuth und Rita
- 2016: Pokerface – Oma zockt sie alle ab
- 2016: Almuth und Rita – Zwei wie Pech und Schwefel
- 2017: Ein Lächeln nachts um vier
- 2018: Endlich Gardasee!
- 2019: Frau Holles Garten

#### Televisieseries
- 1952: Eine nette Bescherung (televisieshow, Moderator: Peter Frankenfeld)
- 1970: Der schwarze Graf
- 1971: Der Kommissar (1 aflevering)
- 1977: Polizeiinspektion 1 (1 aflevering)
- 1977–1993: Derrick (6 afleveringen)
- 1980–2010: Der Alte (3 afleveringen)
- 1983: Ein Fall für zwei (1 aflevering)
- 1991–1994: Praxis Bülowbogen (40 afleveringen)
- 1994: Alles außer Mord! (1 aflevering)
- 1994: Die Männer vom K3 (1 aflevering)
- 1996: Kommissar Rex (1 aflevering)
- 1998: Wolffs Revier (1 aflevering)
- 1999, 2004: Siska (2 afleveringen)
- 2000: Polizeiruf 110: Totenstille
- 2000: Tatort: Mord am Fluss
- 2001: Anwalt Abel (1 aflevering)
- 2009: SOKO 5113 (1 aflevering)
- 2016: Tatort: Wendehammer

## Hoorspelen (selectie)
- 1982: Olwynne Macre: Der stumme Mund – Regie: Andreas Weber-Schäfer (misdaadhoorspel – SDR)
- 1987: Adolf Schröder: Katzengeschrei – Regie: Ernst Jacobi (misdaadhoorspel HR/SWF)
- 1988: Botho Strauß: Bagatellen – Regie: Dieter Dorn (hoorspel – WDR)

## Woord en muziek
- 196?: Peter und der Wolf
- 1999: Lieder und Geschichten aus unserer Welt (met het Windsbacher Knabenchor)

1956: Freddy Quinn + Walter Andreas Schwarz · 
1957: Margot Hielscher · 
1958: Margot Hielscher · 
1959: Alice & Ellen Kessler · 
1960: Wyn Hoop · 
1961: Lale Andersen · 
1962: Conny Froboess · 
1963: Heidi Brühl · 
1964: Nora Nova · 
1965: Ulla Wiesner · 
1966: Margot Eskens · 
1967: Inge Brück · 
1968: Wenche Myhre · 
1969: Siw Malmkvist · 
1970: Katja Ebstein · 
1971: Katja Ebstein · 
1972: Mary Roos · 
1973: Gitte · 
1974: Cindy & Bert · 
1975: Joy Fleming · 
1976: Les Humphries Singers · 
1977: Silver Convention · 
1978: Ireen Sheer · 
1979: Dschinghis Khan · 
1980: Katja Ebstein · 
1981: Lena Valaitis · 
1982: Nicole · 
1983: Hoffmann & Hoffmann · 
1984: Mary Roos · 
1985: Wind · 
1986: Ingrid Peters · 
1987: Wind · 
1988: Maxi & Chris Garden · 
1989: Nino de Angelo · 
1990: Chris Kempers & Daniel Kovac · 
1991: Atlantis 2000 · 
1992: Wind · 
1993: Münchener Freiheit · 
1994: Mekado · 
1995: Stone & Stone · 
1997: Bianca Shomburg · 
1998: Guildo Horn & Die Orthopädischen Strümpfe · 
1999: Sürpriz · 
2000: Stefan Raab · 
2001: Michelle · 
2002: Corinna May · 
2003: Lou · 
2004: Max · 
2005: Gracia · 
2006: Texas Lightning · 
2007: Roger Cicero · 
2008: No Angels · 
2009: Alex Swings Oscar Sings · 
2010: Lena Meyer-Landrut · 
2011: Lena Meyer-Landrut · 
2012: Roman Lob · 
2013: Cascada · 
2014: Elaiza · 
2015: Ann Sophie · 
2016: Jamie-Lee Kriewitz · 
2017: Levina · 
2018: Michael Schulte · 
2019: S!sters · 
2021: Jendrik Sigwart · 
2022: Malik Harris · 
2023: Lord of the Lost · 
2024: Isaak · 
2025: Abor & Tynna
- Bibliothèque nationale de France: cb141791494 (data)
- Gemeinsame Normdatei: 118693778
- International Standard Name Identifier: 0000 0000 7841 2794
- Library of Congress Control Number: no98028504
- MusicBrainz: 773d1025-3870-49af-beab-b5995ca914ee
- Nationale Bibliotheek van Tsjechië: xx0081416
- Nationale Bibliotheek van Polen: a0000001281581
- Système universitaire de documentation: 088691349
- Virtual International Authority File: 85837225
- WorldCat: E39PBJbRfMmRp3D3rWM9GrvCQq